# Google Térkép
A Google Térkép (angolul: Google Maps; IPA: [ˈɡuːɡl ˌmæps]) a Google által fejlesztett ingyenes internetes térképszolgáltatás. Az elérhető térképek és műholdfelvételek az egész Földet lefedik.

## Fejlesztés
A Google Maps megjelenését 2005. február 8-án jelentették be a Google Blogon. Ekkor csak az Internet Explorer és a Mozilla webböngészőket támogatta. Február 25-én ehhez még hozzájött az Opera és a Safari támogatása is. 6 hónapig béta tesztként üzemelt, majd 2005. október 6-án indult el „Google Local” név alatt.
A többi Google internetes alkalmazáshoz hasonlóan nagy mennyiségű JavaScriptre épül. A térkép mozgatása során a kis térképrészletek folyamatosan töltődnek le a szerverről, illetve jelennek meg a böngészőablakban. Ha a felhasználó valamilyen kereskedelmi objektumra keres, annak helyét egy gombostűszerű jel mutatja, ami voltaképpen egy a térkép fölé helyezett átlátszó PNG kép. Az az újfajta technológia, amely aszinkron JavaScript és XML hálózati kérések segítségével nagyobb interaktivitást tesz lehetővé, AJAX néven vált ismertté. A műholdakkal készített légifényképek (a nagyobb településeket és fontosabb objektumokat 3D-ben megjelenítő) nézete 2011 októbere óta használja a WebGL programkönyvtárát.

## Térképadatbázis
A térképekhez az adatbázist a Google különböző helyekről szerzi be, először a Navteq volt a főbb partnere, később a térképek Tele Atlas alapúak voltak számos, általában fejlettebb országban. Sok helyen, főleg a fejlődő országokban a térképet a közösség frissíti, tartja karban a Google Térképkészítő segítségével. A térképkészítő újabban fejlettebb országokban is megjelenik, mivel a korábban Tele Atlas-szal ellátott országokban is lecserélik a térképet a Google saját változatára. Hazánkban 2012. december 5-én tértek át az új Google-féle térképekre, ami jóval részletesebb a Tele Atlas-féle változatnál, ez a gyakorlatban pl. részletesebb vízrajzi adatokat, és kültéri úthálózatot biztosít.
Számos országban azonban a Google-nek egyedi partnere van (pl. Németországban a GeoBasis).
A térképen számos nagyobb várost már 3D-ben is bejárhatunk, ebben az esetben az épületek és a többi tereptárgy is textúrázott. A modellek 3D szkenneléssel készülnek légifotók alapján, ellentétben a műholdfotókból generált 2D térképpel. Magyarországon Budapest, Debrecen, Dunaújváros, Győr, Kecskemét, Miskolc, Nyíregyháza, Pécs, Szeged, Székesfehérvár, Szolnok és Szombathely rendelkezik 3D nézettel.
2006. április 25. óta sok más európai ország között Magyarországról is elérhetők utcanévadatok, melyek 2007. május eleje óta kereshetők is. 2007 novembere óta a budapesti buszok adatai is megtalálhatók, illetve a „Domborzat” (Terrain) nézetben a domborzat is látható. A budapesti tömegközlekedés útvonaltervezője hivatalosan 2011. június 30. óta használható (előzőleg csak gyalogos vagy autós közlekedésre tudott útvonalat javasolni). Az első tesztelések szerint a Google használata egyszerűbb és gyorsabb a BKV által fejlesztett Útvonalterv honlapnál, de jóval pontatlanabb annál.

## Funkciók

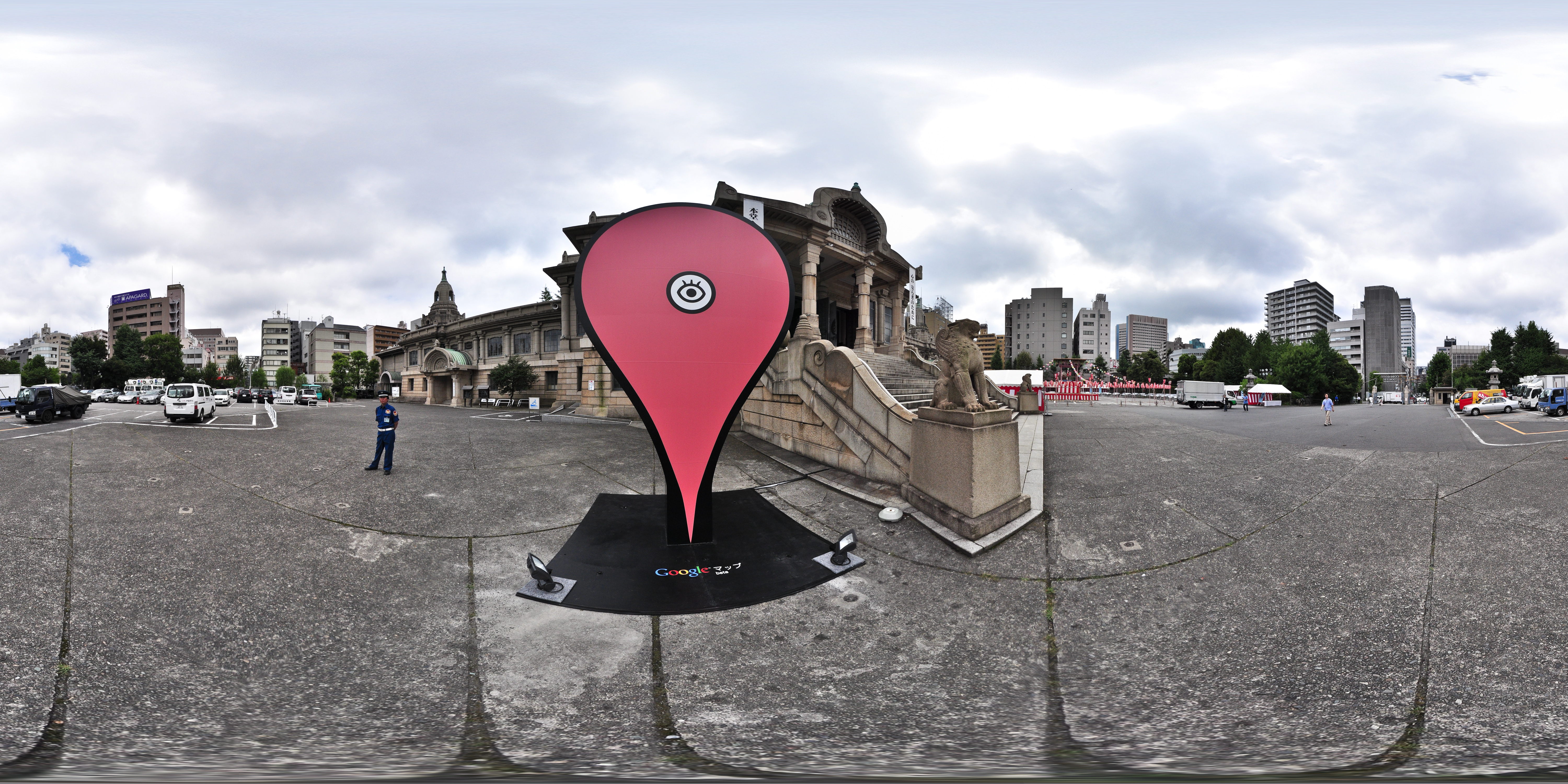
A Google Térkép piros színű jelölő ikonja, mint köztéri szobor Tokióban

A Google Mapsban szabadon mozgatható és nagyítható térképeket találunk. A megjelenített részletek a nagyítástól függően folyamatosan változnak. A térképet egérrel és kurzorbillentyűkkel is mozgathatjuk.
A legtöbb országban (így például Magyarországon is) lehetőség van útvonalak tervezésére.
Különböző nevezetes helyeket is lehet találni a Google Maps segítségével, például szállodákat, pizzériákat vagy színházakat.
Ha Győrben színházat szeretnénk keresni, akkor a keresőbe beírhatjuk azt, hogy „színház Győrben”, és a térképen megjelennek a lehetőségek. Ha pedig beírjuk a tartózkodási helyünket, a program útvonalat is tud ajánlani, ami a térképen is megjelenik.

## Műholdképek
2005 áprilisának elejétől néhány műholdfelvételt is beépítettek a meglévő térképek mellé. 2005 júniusára nagy felbontású képek is elérhetőek lettek sok amerikai városról, illetve több európai és ázsiai területről, így például Budapestről is.
Néhány területet biztonsági okok miatt kitakarnak, például az amerikai Fehér Ház és egyéb kormányzati intézmények környékét, de például a Nevada-sivatagban található 51-es körzet nagyon jól kivehető.
2009 végén frissült a műholdas nézet Budapestről, a legnagyobb nagyítás is lehetővé vált. Az egykori szovjet repülőtér melletti terület ki lett takarva.
A kisebb felbontású műholdképek az Északi- és Déli-sarkot kivéve az egész világot lefedik. Nem mindegyik kép műholdról készült, vannak repülőről készített képek is.
2008 augusztusában szerződést kötöttek a GeoEye–1 műholdat építő General Dynamics, és a képalkotó technológiát kifejlesztő ITT céggel, hogy kizárólagosan használhatják annak képeit; a pansharpening eljárással korrigált színes képek felbontása 41 centiméter lesz, de a Google az amerikai kormánytól a GeoEye-nak adott engedély értelmében ezt csak minimum 50 cm-es felbontásban használhatja fel.
A 2008-ban használt képek felbontása széles határok között változik. Vannak olyan helyszínek, ahol 1 képpont kb. 4 méteres átmérőnek felel meg, ami csak a geológiai alakzatok felismerését teszi lehetővé.
2012-től a Google elkezdte a nagyobb városok 3D-s fotózását.

## Utcakép
| teljes részleges nincs | tervezett (hivatalos) tervezett (nem hivatalos) csak múzeumok csak üzletek, irodák és közösségi terek |

Google Maps utcakép nézet országonként

2007. május 29-étől elérhető a Street View, magyarul „Utcakép” nézet. Az Immersive Mediától vásárolt körpanorámafotókat felhasználva az utca szintjén kijelölt pontok között lehet mozogni, nagyítani, forgatni a képet. A képeken a személyiségi jogok védelme miatt az arcokat és a rendszámokat nem teljes részletességgel mutatják.
Ezt a szolgáltatást rendszeresen támadják a magánszféra védelmét népszerűsítő szervezetek; az utcaképet speciális kamerával felszerelt személyautókkal készítik, és gyakran előfordul, hogy ezek a járművek olyan helyekre is behajtanak (feltételezhetően nem szándékosan), amik magánterületnek, magánútnak számítanak. A nagy felbontású képek gyakran olyan részleteket is tartalmaznak, melyeken a látható személyek nincsenek tudatában annak, hogy őket az interneten publikálják (például lenge öltözetben napozók, épp pornóbárból kilépő személyek, gyermekeiket épp verő szülők, stb.), vagy olyan helyeket is lefényképeznek, amit a tulajdonosa nem kíván publikálva látni (például az építési engedély szerinti kerti tárolót, ami 3 emeletes és úszómedencéje van).
Elterjedt szórakozás lett a hírességek és a szokatlan jelenetek figyelése, amelyeket azóta publikáltak is. A problémás képeket a Google gyorsan eltávolítja, de egyes honlapok, mint a Street View Gallery vagy a Google Sightseeing sokat megőriz e felvételek közül. Egy brit faluban el is kergették a Google felvevőkocsiját arra hivatkozva, hogy a képekkel a bűnözők munkáját könnyítették volna meg.
A Google új szolgáltatása, hogy az önként jelentkező cégek épületének belsejéről és múzeumokról 360 fokos panorámaképeket készít, így a látogató itt is körbetekinthet. A szolgáltatás első körben az USA, Ausztrália, Új-Zéland, Japán, az Egyesült Királyság, Oroszország és Franciaország egyes városaiból érhető el, valamint Irak fővárosának, Bagdadnak egyik múzeumában is.

### A Google kamerái Budapesten
A Google 2009. május 4-én kezdte el Budapestet fotózni. 

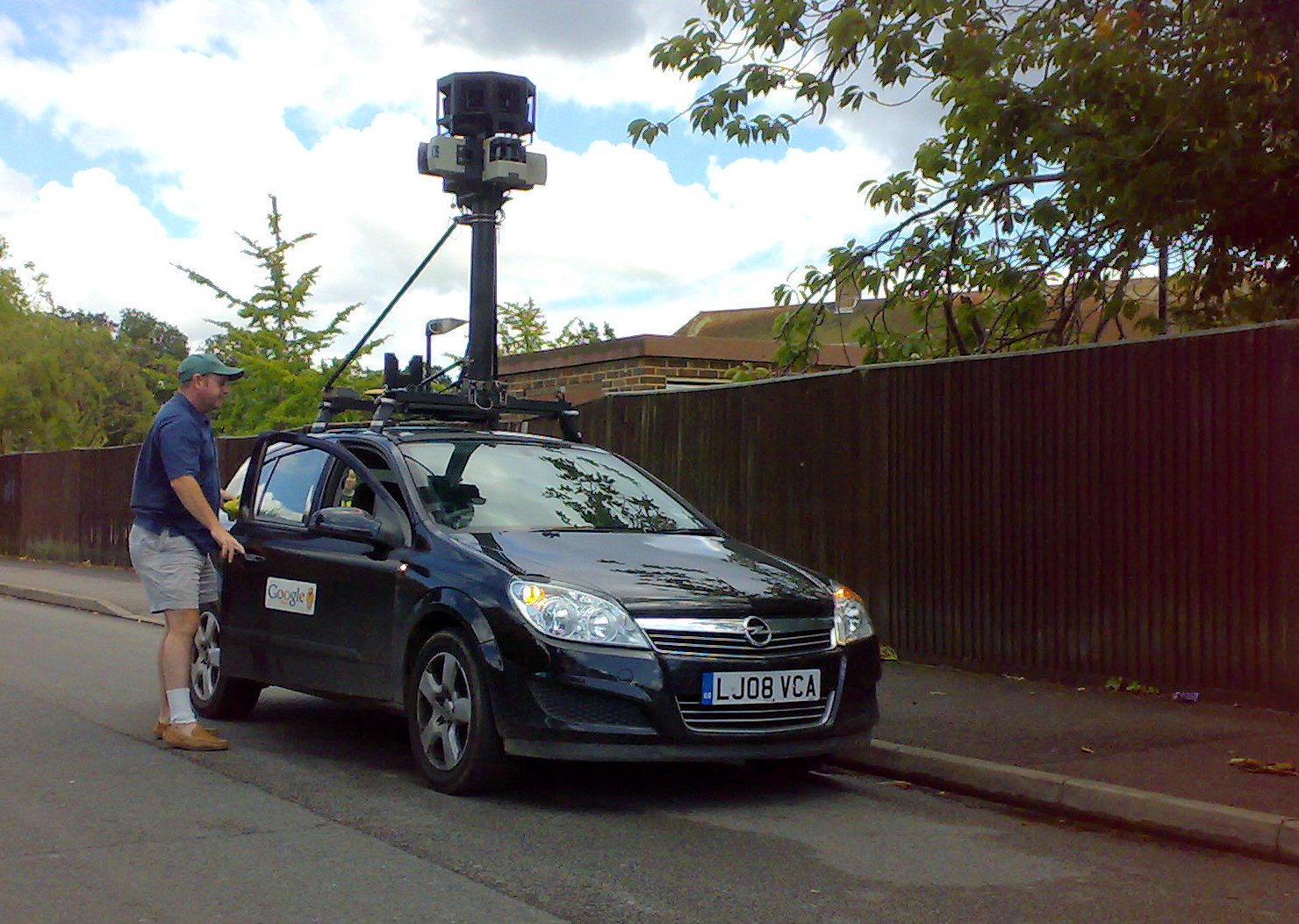
Az utcaképeket ilyen speciális kamerával felszerelt járművek készítik

A több hétig tartó folyamat eredménye pár hónappal később vált volna elérhetővé a nyilvánosság számára, a Google azonban Jóri András adatvédelmi biztossal való egyeztetés után május végén, ill. június elején bizonytalan időre önként felfüggesztette a fényképezést. A problémát a képeken látható személyes adatok, mint a járókelők képmása vagy a rendszámok jogosulatlan kezelése okozza: a Google azonban bejelentette, hogy nem csupán elhomályosítja ezeket a nyilvánosságra hozott képeken, hanem törli is azokat az eredeti felvételeket, amelyeken ilyenek szerepelnek, és – amennyire lehetséges – előre értesíti a lakosságot a fotózás elkövetkező helyszíneiről. A Google hivatalos válasza így hangzott:
Mielőtt elindítanánk a Street View-t, minden országban jó előre felvesszük a kapcsolatot az adatvédelmi hivatallal, és megadjuk a lehetőséget arra, hogy kérdéseket tegyen fel. A magyar adatvédelmi hivatallal először 2008 augusztusában beszéltünk, hogy megbizonyosodjunk róla, nincs probléma projekttel. Ennek folytatásaként nemrég egy találkozón is részt vettünk. Mivel az adatvédelmi hivatal újabb kérdéseket vetett fel és további információt kért, boldogan folytatjuk a párbeszédet és válaszolunk a felmerült kérdésekre. Úgy döntöttünk, hogy erre az időre ideiglenesen felfüggesztjük az utcák fényképezését.
Michael T. Jones, a Google technológiai nagykövete 2011 júniusában úgy nyilatkozott, hogy a magyar irodájuk szerint jól állnak a dolgok, az egyeztetések rendben haladnak, de egyértelmű szabályozás hiányában igyekeznek az észszerűségre hagyatkozni, s ha értesülnek a szabályokról, azokat fogják követni. A magyarországi Street View ügyében „hamarosan” várható fejleményeket ígért. Az engedélyt végül 2011. július 5-én kapta meg a Google Jóri András adatvédelmi biztostól, szigorú feltételek mellett. Az utcák bejárása 2011. október 19-én indult, elsősorban utcák, üzletek és közlekedési táblák információinak begyűjtésére: azt még nem tudni, hogy a Street View bővítésére is felhasználja-e ezeket a Google.
A Google Street View végül 2013. április 23-án lett elérhető egész Magyarországon, és a nagyvárosokat, valamint a főbb utakat fedte le.

## Népszerűség
A könnyen kezelhető felhasználói felület, valamint a keresésre alkalmas térképek és műholdképek miatt a Google Maps szolgáltatás hamar népszerű lett. Sok olyan weboldal alakult (például Google Sightseeing és Google Globetrotting), ahol érdekes természetes és mesterséges helyeket mutatnak be űrfotókon.
2005 júniusában megjelent a Google Maps API, amellyel a teljes felület személyre szabható. A programozáshoz szükséges fejlesztői kulcs bárki számára ingyenesen regisztrálható.
A Google Maps nyílt API-jának következtében kiválóan alkalmas arra, hogy bárki bármilyen adatbázist illesszen fölé.
Külön érdekesség a Wikipediát és a Google Maps-et vegyítő WikiMapia oldal.

## Vállalkozások a Google Térképen
A Google Térkép többé vált mint egy térkép és navigációs szoftver. Több millió helyi vállalkozás található meg rajta, ami segít a felhasználóknak megtalálni és eligazodni a különböző vállalkozások között.
A vállalkozását bármelyik fizikális üzlettel rendelkező cég láthatóvá teheti magát az úgynevezett Google Cégem profiljának létrehozásával, amit követően online értékeléseket is gyűjthetnek a Google térképen. A potenciális, új vásárlók 88%-a az interneten rákeres a szolgáltatást nyújtó vállalkozásokra, mielőtt döntést hozna a meglátogatásukról.
A vállalkozásokra történő online keresések fő célja a mások által már leadott értékelések megismerése. Ez egy hasznos funkció a Google Térképet használók számára, ami segít benne, hogy minőségi különbséget tehessünk vállalkozás és vállalkozás között és kiválaszthassuk általa az igényeinknek legmegfelelőbbet.